# Waldemar Hoven

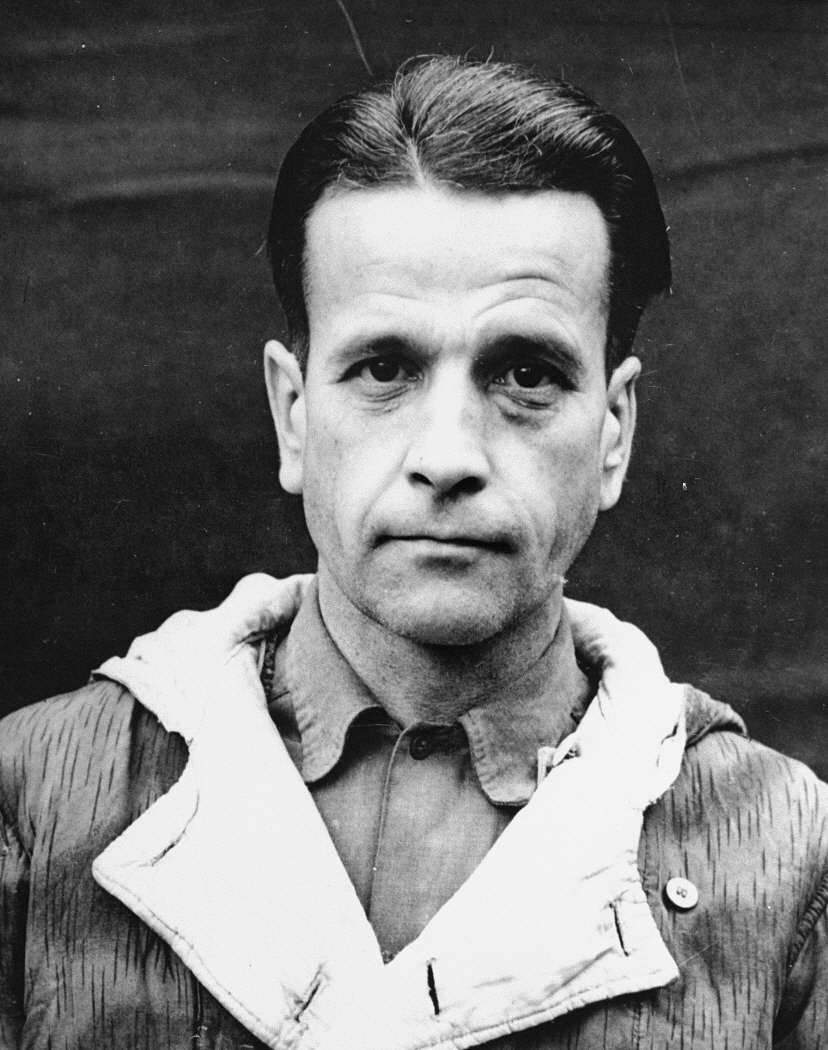
Waldemar Hoven während der Nürnberger Prozesse

Waldemar Hoven (* 10. Februar 1903 in Freiburg im Breisgau; † 2. Juni 1948 in Landsberg am Lech) war ein deutscher Kriegsverbrecher, SS-Hauptsturmführer und Lagerarzt im KZ Buchenwald. Wegen Kriegsverbrechen, Verbrechen gegen die Menschlichkeit und Mitgliedschaft in einer kriminellen Vereinigung (der SS) wurde er zum Tode verurteilt und 1948 hingerichtet.

## Biografie
Waldemar Hoven wurde als Sohn des Oberpostsekretärs Peter Jakob Max Hoven und dessen Frau Carola, geb. Wolf, in Freiburg geboren. Ab 1906 besuchte er die Knabenbürgerschule und das Realgymnasium und seit 1917 das Jungeninternat der Herrnhuter Brüdergemeine in Königsfeld im Schwarzwald. Von 1919 bis 1921 arbeitete Hoven in Dänemark, Schweden und den USA in der Landwirtschaft. In den USA soll er als Farmer und Landwirtschaftsinspektor auf Milchfarmen in Inglewood und Minneapolis tätig gewesen sein.
Nach der Rückkehr nach Freiburg im Jahr 1925 unterstützte Hoven seinen Bruder als Angestellter in dessen Sanatorium (Kybbad-Gut) und verrichtete dort Bürotätigkeiten. 1929 heiratete Hoven Emmy Brunner aus Kollnau bei Waldkirch. Ab 1930 war er als Gesellschaftsreporter für den Fotografen und Korrespondenten der Hearst-Presse Baron Adolph de Meyer (1868–1946) in Paris für ein hohes Monatseinkommen tätig. Als Hoven nach Deutschland zurückkehrte, versuchte er sich als Filmproduzent und gründete im Juli 1932 die Eden Tonfilm GmbH. Mit großen Anzeigen warb er in der Fachpresse für die Filmprojekte
Die Bettlerin von Paris und König Ludwig II. von Bayern. Für sein Erstlingswerk Die Bettlerin von Paris, an der auch der Baron de Meyer als künstlerischer Beirat beteiligt war, konnte er mit Olga Tschechowa, Sybil Morel, Lotte Lorring, Theodor Loos, Ferdinand Hart, Charles Willy Kayser, Bernhard Goetzke u. a. m. eine namhafte Besetzung verpflichten. Nach Außenaufnahmen in Paris und einem Innendreh in Berlin wurden die Dreharbeiten abgebrochen. Über die Hintergründe ist nichts bekannt. Vermutlich hatte sich der Branchenneuling Hoven beim finanziellen Aufwand verschätzt und deswegen die Notbremse gezogen. Der Verleih Nord-Film bewarb den Film noch bis Juni 1933, aber er kam nie in die Kinos.
Hoven holte im Februar 1935 an der Neuburg-Oberrealschule in Freiburg die Reifeprüfung nach und begann anschließend an der Albert-Ludwigs-Universität Freiburg ein Studium der Medizin. Mit dem Studium verband Hoven das Ziel, perspektivisch das Sanatorium seines Bruders übernehmen zu können; er wurde später zumindest Manager der profitablen Heilanstalt. Hoven trat 1934 der SS (SS-Nummer 244.594) bei, am 11. Oktober 1937 beantragte er die Aufnahme in die NSDAP und wurde rückwirkend zum 1. Mai desselben Jahres aufgenommen (Mitgliedsnummer 5.257.152).
Nach Ausbruch des Zweiten Weltkrieges schloss Hoven mittels einer Notprüfung 1939 sein Medizinstudium ab und erhielt eine Infanterieausbildung. Ab Oktober 1939 war er als Hilfssanitätsoffizier und 1940 schließlich als Sanitätsoffizier der Waffen-SS im SS-Lazarett des KZ Buchenwald eingesetzt. Ab Juli 1942 fungierte Hoven, nun SS-Hauptsturmführer, als Standortarzt im KZ Buchenwald und übernahm ab Januar 1943 zusätzlich die stellvertretende Leitung der Abteilung für Fleckfieber- und Virusforschung des Hygiene-Instituts der Waffen-SS in Buchenwald unter Erwin Ding-Schuler. Die Vertretung Hovens wiederum übernahm zeitweise der Leiter der Pathologie in Buchenwald Heinrich Plaza. Der leitende Häftlingspfleger auf der Fleckfieberversuchsstation war Arthur Dietzsch.
Hoven, im Lager „der schöne Waldemar“ genannt, führte gemeinsam mit Ding-Schuler Gasödemstudien sowie Fleckfieber- und andere Versuche mit Impfstoffen an ausgesuchten Häftlingen durch. Zudem selektierte er kranke Häftlinge, die in der Aktion 14f13 getötet wurden, und ermordete persönlich Häftlinge mittels Evipan- und Phenolinjektionen. Hunderte angeordnete und auch selbst durchgeführte Tötungen wurden Hoven nach Kriegsende nachgewiesen.
Gleichzeitig griff er zugunsten politischer Häftlinge in die lagerinternen Machtkämpfe ein. Buchenwald-Häftling Benedikt Kautsky schrieb 1946 über Hoven:

„Ich bin, ehrlich gestanden, nie recht aus ihm klug geworden. Einerseits machte er bedenkenlos alle Abspritzungen, Experimente mit Fleckfieber usw. mit, denen Tausende von Häftlingen zum Opfer fielen, andererseits verbündete er sich ganz offen mit den das Revier beherrschenden politischen Häftlingen, setzte sich für ärztliche und hygienische Verbesserungen im Lager ein, nahm sich mißhandelter Häftlinge an und spielte in der Inneren Lagerpolitik eine ausschlaggebende Rolle. In dem Kampf der Häftlingsgruppen untereinander stand er eindeutig auf Seiten der Politischen und half ihnen im Kampf gegen die Kriminellen, wo er nur konnte. Er ging so weit, sich als Vollstrecker von Femeurteilen gegen Kriminelle zu betätigen. Mancher Spitzel und Zinker, mancher Quäler und Schieber, der sein Gewerbe auf Kosten seiner Mithäftlinge betrieben hatte, starb von seiner Hand, zumindest mit seiner Hilfe.“

Hoven promovierte im Juli 1943 an der Universität Freiburg zum Dr. med. mit einer Dissertation über die Behandlung von Tuberkulose: Versuche zur Behandlung der Lungentuberkulose durch Inhalation von Kohlekolloid. Für diese Forschungsarbeit betrieb Hoven Versuchsreihen an KZ-Häftlingen, von denen mindestens fünf an den Folgen der Versuche starben. Die durch Hermann Dold mit „sehr gut“ bewertete Arbeit wurde, wie sich nach Kriegsende herausstellte, von den KZ-Häftlingen Gustav Wegerer und Kurt Sitte verfasst.
Hoven wurde im Zuge der Buchenwalder Korruptionsaffäre um Karl Otto Koch im September 1943 verhaftet und mit weiteren Beschuldigten vor einem SS-Gericht angeklagt. Ihm wurden Mord, Körperverletzung mit Todesfolge und weitere Straftaten nachgewiesen. Hoven soll den inhaftierten Hauptscharführer namens Köhler, der potentieller Zeuge im Korruptionsverfahren gegen Karl Otto Koch und Ilse Koch war, durch die Injektion von Aconitin getötet haben, um Ilse Koch zu schützen, mit der er angeblich eine Affäre hatte. Der SS-Richter Konrad Morgen verurteilte Hoven noch im Frühjahr 1945 zum Tode. Hoven blieb 18 Monate in Buchenwald inhaftiert, bis er aufgrund des herrschenden Ärztemangels begnadigt und am 2. April 1945 aus der Haft entlassen wurde.

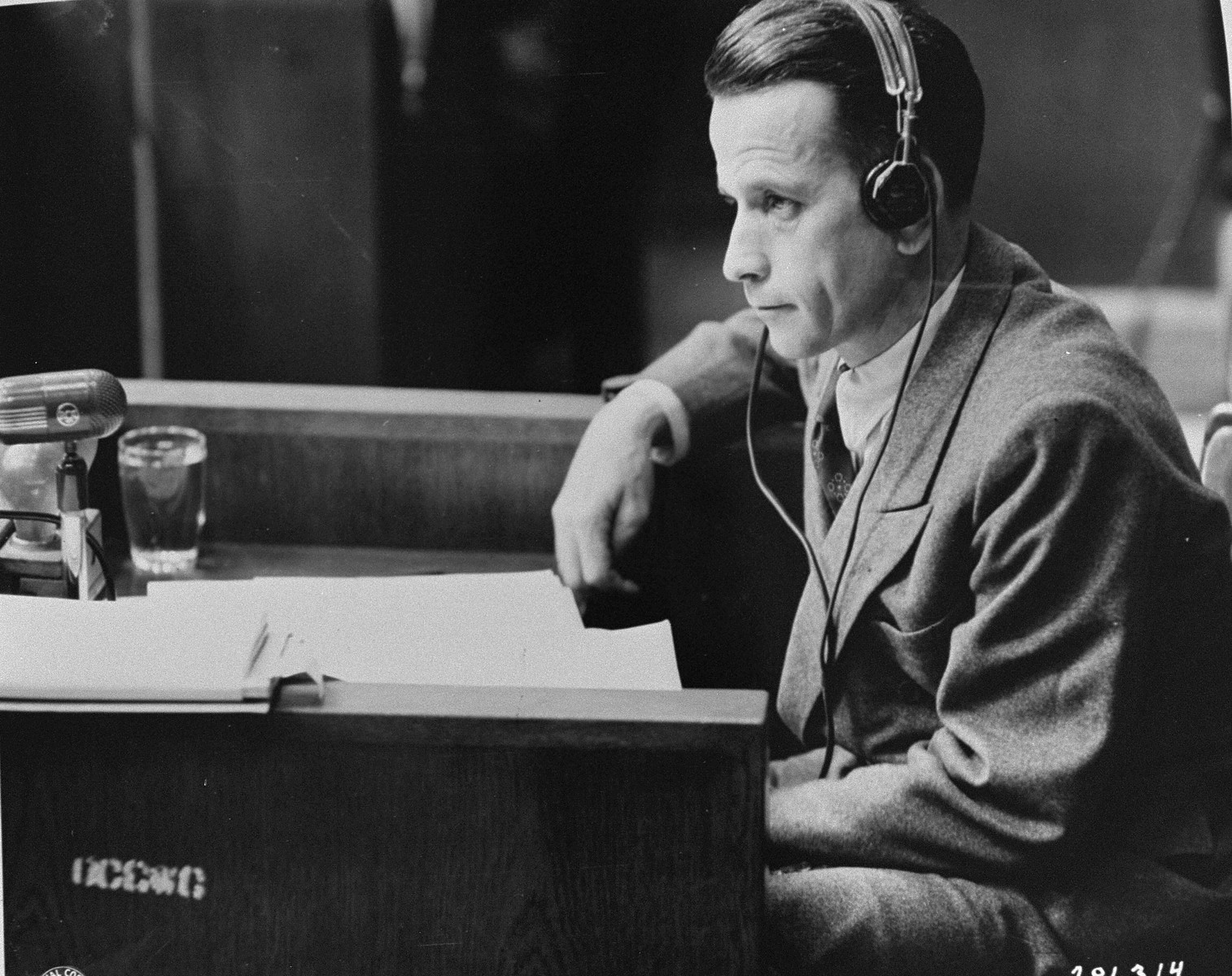
Waldemar Hoven während des Nürnberger Ärzteprozesses

Nach der Befreiung des KZ Buchenwald wurde Hoven verhaftet und im Nürnberger Ärzteprozess angeklagt. Sein Verteidiger war Hans Gawlik mit dem Assistenten Gerhard Klinnert. Da sich herausstellte, dass seine Doktorarbeit nicht von ihm selbst verfasst worden war, erkannte ihm 1947 die Albert-Ludwigs-Universität Freiburg die Doktorwürde ab. Hoven wurde wegen Kriegsverbrechen, Verbrechen gegen die Menschlichkeit und Mitgliedschaft in einer kriminellen Vereinigung, der SS, am 20. August 1947 zum Tode verurteilt. Das Urteil wurde am 2. Juni 1948 durch Hängen im Landsberger Gefängnis vollstreckt.

## Zitat
„Es dürfte allgemein und insbesondere in deutschen wissenschaftlichen Kreisen bekannt gewesen sein, daß die SS über nennenswerte Wissenschaftler nicht verfügte. Es ist offensichtlich, daß es sich bei den in den Konzentrationslagern mit I.G.-Präparaten durchgeführten Versuchen nur um das Interesse der I.G. (Farben) handelte, die mit allen Mitteln bestrebt war, die Wirksamkeit ihrer Präparate festzustellen beziehungsweise die – ich möchte sagen – Schmutzarbeit in Konzentrationslagern durch die SS machen zu lassen. Die I.G. (Farben) darauf bedacht, diese Tatsache nach außen hin nicht in Erscheinung treten zu lassen, sondern die näheren Umstände ihrer Versuche zu verschleiern, um aber dann […] den Gewinn daraus für sich zu ziehen. Nicht die SS, sondern die I.G. (Farben) hatte die Initiative bei diesen Versuchen in den KZ.“